# Sroczek seszelski
Sroczek seszelski (Copsychus sechellarum) – monotypowy gatunek ptaka z rodziny muchołówkowatych (Muscicapidae). Gatunek zagrożony wyginięciem.

## Występowanie
Jest endemitem Seszelów. Jego siedliska to lasy, plantacje i okolice ogrodów.

## Charakterystyka

### Morfologia
Ma około 18–21 cm długości. Samce ważą średnio 77 g, a samice 65 g. Ma czarne, błyszczące upierzenie z białymi paskami na obu skrzydłach.

### Ekologia i zachowanie
Jest to ptak terytorialny i przeważnie monogamiczny. Gniazdo znajduje się w dziupli lub w koronie palmy kokosowej, wykorzystuje też budki lęgowe. Samica składa jedno jajo i głównie ona je wysiaduje przez około 18 dni. Pisklę jest karmione przez oboje rodziców jeszcze 2–3 miesiące po tym, jak opuści gniazdo. Młodociane osobniki po opuszczeniu gniazda latają jeszcze słabo i są podatne na ataki drapieżników.
Gatunek ten jest uważany za dosyć żywotny – sroczki seszelskie dożywają 15 lat.

## Status
W latach 70. i 80. XX wieku gatunek był na skraju wymarcia, do czego przyczyniła się utrata siedlisk oraz drapieżnictwo ze strony kotów i szczurów, a gdy ptak stał się rzadki, także chwytanie okazów do kolekcji muzealnych. W 1981 żyło około 20 osobników, wszystkie na Fregate Island. W 1990 zliczono 23. Wtedy też organizacja BirdLife International i jej partner Królewskie Towarzystwo Ochrony Ptaków (RSPB), przy wsparciu władz Seszeli, zajęły się ratowaniem gatunku. W 2005 roku populacja wyniosła 178 ptaków na czterech wyspach i status IUCN został zmieniony z CR (krytycznie zagrożony) na EN (zagrożony). W 2015 roku populacja liczyła 283 osobniki na pięciu wyspach.